# Lars Rosing
Lars Rosing (25 januari 1972, Maniitsoq, Groenland) is een Deens-Groenlands acteur. Hij is de broer van regisseur Otto Rosing. Hij werd geboren in 1972 in Maniitsoq in Groenland, groeide op in Ilulissat, en woonde daarna in Nuuk, de hoofdstad van Groenland. Lars Rosing speelt de protagonist Malik in de eerste internationaal vertoonde Groenlandse film Nuummioq.
Lars Rosing woont tegenwoordig vlak bij Montreal in Canada.